# پیپو بارتزیتزا
پیپو بارتزیتزا (انگلیسی: Pippo Barzizza; ۱۵ مهٔ ۱۹۰۲ – ۲ آوریل ۱۹۹۴) آهنگ‌ساز و تنظیمکننده موسیقی اهل ایتالیا بود. وی بین سال‌های ۱۹۲۴ تا ۱۹۶۰ میلادی فعالیت می‌کرد.

## فیلم‌شناسی
- آدم و حوا, (۱۹۴۹)
- میلیاردر میلان, (۱۹۵۱)
- خودشه… آره! آره!, (۱۹۵۱)
- شش همسر باربابلو, (۱۹۵۲)
- فقر و نجابت, (۱۹۵۴)